# Ratusz w Nowym Warpnie
Ratusz w Nowym Warpnie – siedziba Urzędu Miasta i Gminy w Nowym Warpnie, jeden z najciekawszych architektonicznie budynków tego typu w Polsce.

## Historia i architektura
Budynek o konstrukcji ryglowej (mur pruski) został wzniesiony w 1697 roku, po wielkim pożarze miasta w 1692 roku (dawny ratusz spłonął). Jest to budynek o konstrukcji czteroosiowej z kwadratową wieżą zegarową postawioną od strony zachodniej. Wszystkie skrzydła zostały zbudowane w technice ryglowej. Od początku był siedzibą władz miejskich, obecnie pełni również swoją pierwotną funkcję. Jest obiektem unikatowym i najcenniejszym zabytkiem Nowego Warpna.